# Insumo
Insumo,  em economia, designa todas as despesas e investimentos que contribuem para a obtenção de determinado resultado, mercadoria ou produto até o acabamento ou consumo final. Em outras palavras, designa um bem ou serviço utilizado na produção de um outro bem ou serviço. Inclui cada um dos fatores produtivos — capital, matérias-primas, uso de equipamentos, horas de trabalho, etc. — necessários para produzir bens de consumo, bens intermediários e bens de capital.
No seu conceito mais amplo insumo é a combinação de fatores de produção, diretos (matérias-primas) e indiretos (mão-de-obra, energia, tributos), que entram na elaboração de certa quantidade de bens ou serviços.
Uma definição simplificada de insumo seria:  tudo aquilo que entra no processo ('input'), em contraposição ao produto ('output'), que é o que sai. O insumo se concretiza através da produção de instrumentos necessários a outras indústrias, ou seja, são chamadas de indústria de maquinas-ferramentas ou de equipamentos. Tem grande relevância no setor secundário já que tem a finalidade de equipar outras indústrias.
Como certos insumos são objetos de tributação pelo governo, criou-se uma discussão jurídica para tentar definir o que seja realmente um insumo, a fim de saber se determinada coisa é ou não tributável.